# صوفيا لاتجوبا
صوفيا لاتجوبا (ولدت في 8 أغسطس 1970) والمعروفة باسم صوفيا مولر، هي ممثلة ومغنية إندونيسية.

## نشأتها
ولدت لاتجوبا في 8 أغسطس 1970 لعزيز الرحمن لاتجوبا من بوغيس جاوا وآنا مولر (وهي نمساوية). عادت في شبابها إلى إندونيسيا مع والدها؛ ذكرت لاحقًا أنها شعرت أنها أقرب إليه من والدتها. تخرجت من المدرسة الثانوية في جاكرتا.

## حياتها الشخصية
تزوجت لاتجوبا لأول مرة عام 1992 من عازف البيانو إندرا ليسمانا؛ وأنجب الزوجان ابنة واحدة، هي إيفا سيليا. 
في 30 أبريل 2005 كان زواجها الثاني، من المواطن الأمريكي مايكل أ. فيلاريال ، وأنجبت منه ابنتها الثانية. بعد الطلاق رسميًا في الولايات المتحدة الأمريكية، قام كلاهما بإضفاء الشرعية على طلاقهما في محكمة جنوب جاكرتا المدنية وتمت الموافقة عليه في 17 سبتمبر 2014 من قبل القاضي.